# Letališče Pančevo
Letališče Pančevo (srbska cirilica Аеродром Панчево, latinica Aerodrom Pančevo) je letališče v Srbiji, ki primarno oskrbuje Pančevo.